# Émile Boirac
Émile Boirac, né le 26 août 1851 à Guelma (Algérie) et mort le 20 septembre 1917 à Dijon, est un philosophe, président de l' université de Grenoble en 1898 et président de l'université de Dijon en 1902, et médium français. Il fit la promotion de l'espéranto.

## Biographie
Agrégé (1874) et docteur (1894) en philosophie, il enseigna la philosophie durant 26 ans dans plusieurs lycées, dont 15 ans au lycée Condorcet (1882-1897). Il fut nommé président de l'université de Grenoble en 1898 et président de l'université de Dijon en 1902. Il participa au comité qui créa la délégation pour l'adoption d'une langue auxiliaire internationale.
Promoteur de premier plan de l'espéranto, il présida le premier congrès mondial d’espéranto à Boulogne-sur-Mer, du 7 au 12 août 1905 et dirigea l'Académie d'espéranto. En Bourgogne, il encouragea l'apprentissage de la langue par les enfants notamment en soutenant l'action d'Émile Bord.
Il est aussi connu pour avoir popularisé le concept de déjà-vu (1876) pour caractériser le sentiment d'avoir déjà expérimenté une situation. Il proposa aussi le terme de « métagnomie » pour parler de l'acquisition de connaissances par d'autres moyens que les cinq sens (ce que l'on nomme actuellement perceptions extra-sensorielles).

## Cryptopsychie
Le terme Cryptopsychie a été proposé par Émile Boirac (1851 - 1917) et recouvre les « phénomènes psychiques inconscients étudié par la parapsychologie »,. Il a alors donné son nom à une revue philosophique en 1907 : La Cryptopsychie.
Le préfixe « crypto » vient du grec (kruptos) et signifie « caché ».

## Publications
- L'Idée du phénomène : étude analytique et critique, thèse pour le doctorat, présentée à la Faculté des lettres de Paris, Paris, Félix Alcan, coll. «Bibliothèque de philosophie contemporaine» (1894)

- Traduction en espéranto de La Monadologie de Leibniz  (1902)
- Ŝlosileto kvarlingva (1903)
- Perdita kaj retrovita (1905)
- Qu'est-ce que l'espéranto? (1906)
- Le Congrès espérantiste de Genève (1906)
- Pri la homa radiado (1906)
- Traduction en espéranto du "Don Juan" de Molière (1909)
- Traduction en espéranto de The Other Wise Man de Henry van Dyke (1909)
- Plena Vortaro E-E-a (1909) avec Marcelle Fauvart-Bastoul.
- Le Problème de la langue internationale (1911)
- Vortaro de la Oficialaj Radikoj (1911)
- Fundamentaj principoj de la vortaro esperanta (1911)
- L'Avenir des sciences psychiques (1917)